# Список народных депутатов России
Персональный состав Съезда народных депутатов России в алфавитном порядке. Съезд народных депутатов Российской Федерации (до 16 мая 1992 года — Съезд народных депутатов РСФСР) — высший орган государственной власти РСФСР (Российской Федерации) в 1990—1993 гг. 1080 человек.
| # А Б В Г Д Е Ё Ж З И К Л М Н О П Р С Т У Ф Х Ц Ч Ш Щ Э Ю Я |

## А
1. Абабко, Анатолий Иванович
2. Абайдулин, Зиннур Закариянович
3. Абдулатипов, Рамазан Гаджимурадович
4. Абдулбасиров, Магомедтагир Меджидович
5. Абрамов, Иван Алексеевич
6. Абраров, Владимир Иванович
7. Авдонин, Иван Яковлевич
8. Агалов, Владимир Константинович
9. Агафонов, Валентин Алексеевич
10. Агеев, Гений Евгеньевич
11. Адров, Алексей Николаевич
12. Адров, Валерий Михайлович
13. Аксёнов, Николай Данилович
14. Аксючиц, Виктор Владимирович
15. Алаев, Евгений Иванович
16. Александров, Михаил Алексеевич
17. Алексеев, Анатолий Алексеевич
18. Алексеев, Геннадий Алексеевич
19. Алиев, Нариман Абдулхаликович
20. Алироев, Иса Ибрагимович
21. Алтухов, Иван Алексеевич
22. Амбарцумов, Евгений Аршакович
23. Аминов, Наиль Галеевич
24. Ананьев, Алексей Митрофанович
25. Андреев, Сергей Николаевич
26. Андронов, Иона Ионович
27. Андропов, Сергей Николаевич
28. Аникиев, Анатолий Васильевич
29. Анипкин, Александр Михайлович
30. Аничкин, Иван Степанович
31. Анищев, Владимир Петрович
32. Анохин, Владимир Михайлович
33. Аношкин, Борис Петрович
34. Антонов, Виктор Васильевич
35. Антонов, Юрий Яковлевич
36. Аржанников, Николай Михайлович
37. Арсанов, Ахмет Баудинович
38. Арсланова, Фануза Шарафиевна
39. Артеев, Владимир Деомидович
40. Арутюнов, Михаил Георгиевич
41. Аскалонов, Артур Александрович
42. Аслаханов, Асланбек Ахмедович (Асламбек Ахметович)
43. Астафьев, Михаил Георгиевич
44. Атласов, Виктор Григорьевич
45. Афанасьев, Юрий Николаевич
46. Ахмедзянов, Галим Ибрагимович
47. Ахметов, Азиратали Нохович
48. Ахметханов, Рамзан Мухадиевич
49. Ахметханов, Салимхан Миннеханович
50. Ахтямов, Джаудат Сунагатович
51. Ахунов, Рифгат Мубаракович
52. Ачалов, Владислав Алексеевич
53. Аюшиев, Болот Ванданович

## Б
1. Бабаев, Бронислав Дмитриевич
2. Бабенко, Владимир Дмитриевич
3. Бабичев, Владимир Степанович
4. Бабкин, Валерий Вениаминович
5. Бабурин, Сергей Николаевич
6. Багандалиев, Магомед Багандалиевич
7. Багаутдинов, Равиль Закареевич
8. Бадмаев, Санал Алексеевич
9. Базаров, Алексей Фёдорович
10. Байкалов, Виктор Петрович
11. Бакиев, Рим Сагитович
12. Балала, Виктор Алексеевич
13. Баловнев, Владислав Петрович
14. Барабанов, Владимир Александрович
15. Баранов, Валерий Николаевич
16. Баранов, Евгений Ильич
17. Бармин, Николай Юрьевич
18. Бароненко, Анатолий Сергеевич
19. Барсуков, Александр Данилович
20. Барсуков, Анатолий Иванович
21. Бартошкин, Эдуард Дмитриевич
22. Барыбин, Михаил Александрович
23. Басилашвили, Олег Валерианович
24. Басин, Ефим Владимирович
25. Баскин, Илья Михайлович
26. Батагов, Таймураз Джетагазович
27. Бахтиярова, Людмила Хамитовна
28. Безверхий, Сергей Фёдорович
29. Безродный, Николай Александрович
30. Безруков, Игорь Александрович
31. Бекетов, Виктор Прокофьевич
32. Белашов, Александр Иванович
33. Белин, Константин Максимович
34. Белкин, Геннадий Георгиевич
35. Белобородов, Андрей Георгиевич
36. Белов, Виктор Иванович
37. Белоглазов, Юрий Михайлович
38. Белоногов, Анатолий Николаевич
39. Белорусов, Александр Ефимович
40. Белых, Юрий Васильевич
41. Беляев, Анатолий Александрович
42. Бенов, Геннадий Матвеевич
43. Берёзкин, Николай Львович
44. Березников, Геннадий Алексеевич
45. Берестовой, Виктор Иванович
46. Беспалов, Владимир Васильевич
47. Бессонов, Николай Дмитриевич
48. Бигнов, Рамиль Имамагзамович
49. Бир, Александр Фридрихович
50. Бичелдей, Каадыр-оол Алексеевич
51. Благитко, Евгений Михайлович
52. Блинов, Анатолий Константинович
53. Блохин, Александр Викторович
54. Бобиков, Анатолий Александрович
55. Бобков, Филипп Денисович
56. Богаенко, Николай Владимирович
57. Богатырёв, Бембулат Берсович
58. Богачёв, Евгений Борисович
59. Богданов, Виктор Егорович
60. Богданов, Владимир Леонидович
61. Богомолов, Геннадий Александрович
62. Бодякшин, Владимир Степанович
63. Бойко, Вера Александровна
64. Бок, Валерий Фёдорович
65. Боков, Владимир Анатольевич
66. Болотов, Иван Антонович
67. Большаков, Борис Терентьевич
68. Большеглазов, Александр Ильич
69. Бондарев, Василий Павлович
70. Бондарев, Григорий Семёнович
71. Бондарчук, Николай Михайлович
72. Борзенко, Василий Сергеевич
73. Борискин, Олег Алексеевич
74. Бородин, Павел Павлович
75. Бочаров, Виктор Иванович
76. Бочаров, Михаил Александрович
77. Бочкарёв, Василий Кузьмич
78. Брагин, Вячеслав Иванович
79. Братищев, Игорь Михайлович
80. Бречалов, Альбион Васильевич
81. Брусникин, Николай Юрьевич
82. Брюховецкий, Владимир Фёдорович
83. Бубякин, Дмитрий Софронович
84. Бугримов, Анатолий Львович
85. Будин, Владимир Петрович
86. Булаев, Юрий Андреевич
87. Булах, Александр Петрович
88. Булдаев, Сергей Николаевич
89. Булыгин, Виктор Васильевич
90. Буслов, Николай Гаврилович
91. Буторин, Альберт Николаевич
92. Быстров, Сергей Николаевич
93. Быцюра, Надежда Петровна
94. Бычков, Владимир Петрович

## В
1. Вайнштейн, Виктор Хельмутович
2. Валеев, Ринат Рафкатович
3. Варнавский, Владимир Алексеевич
4. Варов, Владимир Константинович
5. Варухин, Владимир Геннадьевич
6. Варшавский, Михаил Николаевич
7. Васильев, Валерий Павлович
8. Васильев, Виталий Захарович
9. Васильев, Дмитрий Александрович
10. Васильковский, Александр Ефремович
11. Васянович, Анатолий Макарович
12. Ведерников, Николай Трофимович
13. Ведерников, Эдуард Валентинович
14. Веремчук, Виктор Романович
15. Веретенников, Геннадий Владимирович
16. Вертоградская, Ирина Александровна
17. Вершинин, Владимир Иванович
18. Вершинин, Эдуард Никитич
19. Вешняков, Александр Альбертович
20. Викторов, Виталий Петрович
21. Вильчек, Михаил Иванович
22. Виноградова, Ирина Викторовна
23. Витебский, Виталий Яковлевич
24. Витебский, Яков Давидович
25. Вишневский, Юрий Георгиевич
26. Вишняков, Игорь Иванович
27. Власов, Александр Владимирович
28. Власов, Владимир Михайлович
29. Власова, Людмила Михайловна
30. Вознесенский, Владимир Николаевич
31. Волков, Александр Петрович
32. Волков, Вячеслав Васильевич
33. Волков, Леонид Борисович
34. Волков, Олег Александрович
35. Волков, Станислав Петрович
36. Волкогонов, Дмитрий Антонович
37. Вологдин, Леонид Николаевич
38. Володин, Николай Андреевич
39. Волощук, Роальд Николаевич
40. Волынцев, Алексей Аврамович
41. Воронин, Александр Иванович
42. Воронин, Лев Алексеевич
43. Воронин, Юрий Михайлович
44. Воронцов, Валерий Александрович
45. Воронцов, Николай Николаевич
46. Воротников, Виталий Иванович
47. Ворфоломеев, Владимир Петрович
48. Втюрин, Алексей Васильевич
49. Выучейский, Вячеслав Алексеевич
50. Вялков, Анатолий Иванович
51. Вяткин, Виктор Леонидович
52. Вяткин, Герман Платонович

## Г
1. Габитов, Исмагил Ахмадуллович
2. Габрусь, Владимир Александрович
3. Гаврилов, Александр Алексеевич
4. Галазов, Ахсарбек Хаджимурзаевич
5. Галеев, Ринат Гимаделисламович
6. Галилей, Николай Григорьевич
7. Галушко, Иван Васильевич
8. Галушко, Иван Емельянович
9. Гарипов, Фаузи Гарипович
10. Гаркуша, Владимир Фёдорович
11. Ген, Николай Леонидович
12. Герасименко, Александр Дмитриевич
13. Герасимов, Валентин Павлович
14. Герасимов, Валерий Иванович
15. Германенко, Владимир Сергеевич
16. Герольд, Юрий Анатольевич
17. Гехт, Юрий Григорьевич
18. Гладких, Владимир Степанович
19. Глотов, Сергей Александрович
20. Голишников, Александр Михайлович
21. Головин, Андрей Леонидович
22. Гололобов, Владислав Андреевич
23. Голубкин, Василий Петрович
24. Гомзиков, Александр Ильич
25. Горбань, Сергей Фёдорович
26. Горбачевский, Николай Михайлович
27. Горбунов, Александр Павлович
28. Горбунов, Геннадий Александрович
29. Горбунов, Павел Иванович
30. Горелов, Геннадий Витальевич
31. Городилов, Виктор Андреевич
32. Горст, Рихард Христианович
33. Горчаков, Геннадий Михайлович
34. Горячев, Юрий Фролович
35. Горячева, Светлана Петровна
36. Госпорьян, Фёдор Григорьевич
37. Гранберг, Александр Григорьевич
38. Гранкин, Вениамин Егорович
39. Гранкин, Виталий Трофимович
40. Грачёв, Владимир Александрович
41. Гречанников, Владимир Михайлович
42. Грешневиков, Анатолий Николаевич
43. Григорьев, Николай Григорьевич
44. Гриценко, Николай Павлович
45. Гришин, Борис Михайлович
46. Гришин, Николай Павлович
47. Громов, Юрий Григорьевич
48. Губерман, Михаил Семёнович
49. Губский, Владимир Михайлович
50. Гужвин, Анатолий Петрович
51. Гулько, Юрий Александрович
52. Гуляшко, Виктор Александрович
53. Гун, Рудольф Семёнович
54. Гуревич, Леонид Борисович
55. Гуркалов, Павел Иванович
56. Гуров, Александр Иванович
57. Гуськов, Виктор Владимирович
58. Гуськов, Юрий Александрович
59. Гущин, Виктор Алексеевич

## Д
1. Данилина, Вера Михайловна
2. Данков, Геннадий Александрович
3. Даутов, Салават Ахатович
4. Дедегкаев, Виктор Хасанбиевич
5. Демидов, Анатолий Васильевич
6. Дёмина, Валентина Сергеевна
7. Денисенко, Бэла Анатольевна
8. Дерендяев, Сергей Борисович
9. Дерягин, Александр Васильевич
10. Десятников, Василий Алексеевич
11. Джамалдинов, Султан Шавхалович
12. Дзасохов, Александр Сергеевич
13. Дидиченко, Георгий Иванович
14. Димитренко, Алексей Фёдорович
15. Дмитриев, Виктор Владимирович
16. Дмитриев, Михаил Эгонович
17. Дмитриев, Юрий Яковлевич
18. Добжинский, Даниил Павлович
19. Довгялло, Александр Иванович
20. Доев, Казбек Мурзабекович
21. Долгов, Владимир Васильевич
22. Долматов, Валерий Павлович
23. Домнина, Валентина Александровна
24. Донских, Виктор Васильевич
25. Дорджиев, Владимир Павлович
26. Доркин, Виктор Иванович
27. Дорофеев, Владимир Михайлович
28. Дорофеев, Григорий Петрович
29. Дробин, Алексей Леонтьевич
30. Дрождин, Борис Иванович
31. Дрозденко, Виктор Николаевич
32. Дронов, Владимир Дмитриевич
33. Друганов, Сергей Петрович
34. Дубровский, Александр Владимирович
35. Дубровский, Михаил Григорьевич
36. Дуев, Вениамин Николаевич
37. Дунаев, Андрей Фёдорович
38. Дурасов, Михаил Юрьевич
39. Дьяконов, Василий Николаевич
40. Дюдяев, Геннадий Тимофеевич

## Е
1. Евдокимов, Анатолий Григорьевич
2. Евдокимов, Валерий Иосифович
3. Евдокимов, Всеволод Николаевич
4. Евдокимов, Леонид Павлович
5. Евстратов, Вячеслав Александрович
6. Евтушенко, Кондрат Михайлович
7. Егоров, Анатолий Николаевич
8. Егоров, Виктор Алексеевич
9. Егоров, Владимир Николаевич
10. Егоров, Евгений Викторович
11. Егоров, Николай Сергеевич
12. Егоров, Юрий Александрович
13. Егоршин, Виктор Михайлович
14. Елисейкин, Станислав Агафонович
15. Ельцин, Борис Николаевич
16. Ельцов, Виктор Николаевич
17. Ельцов, Юрий Александрович
18. Ельшин, Юрий Владимирович
19. Ерёмин, Альвин Евстафьевич
20. Ерёмин, Игорь Юрьевич
21. Ермаков, Виктор Фёдорович
22. Ермолаев, Александр Михайлович
23. Ермолаев, Виталий Яковлевич
24. Ерошин, Евгений Фёдорович
25. Ерошкин, Сергей Сергеевич
26. Ершов, Николай Николаевич
27. Есаулов, Владимир Николаевич
28. Есков, Юрий Алексеевич
29. Ефимов, Владимир Николаевич
30. Ефремов, Сергей Иванович

## Ж
1. Женин, Владимир Алексеевич
2. Жигайло, Виктор Никифорович
3. Жиганов, Виктор Иванович
4. Жигулин, Виктор Иванович
5. Жилин, Игорь Фёдорович
6. Жилкин, Александр Александрович
7. Жильцов, Юрий Иванович
8. Жочкин, Николай Михайлович
9. Жуков, Григорий Семёнович
10. Жуков, Михаил Михайлович
11. Журавель, Евгения Николаевна

## З
1. Завгаев, Доку Гапурович
2. Заверюха, Александр Харлампиевич
3. Заводчиков, Леонид Васильевич
4. Задонский, Георгий Иванович
5. Зайцев, Николай Архипович
6. Зайцев, Юрий Владимирович
7. Зайцева, Людмила Михайловна
8. Закопырин, Анатолий Николаевич
9. Залевская, Ирина Фёдоровна
10. Занин, Юрий Сергеевич
11. Заргишиев, Мурад Расильевич
12. Зарубин, Вячеслав Иванович
13. Засухин, Сергей Фёдорович
14. Захаров, Андрей Александрович
15. Захаров, Владимир Сергеевич
16. Захаров, Михаил Львович
17. Захаров, Михаил Михайлович
18. Збронжко, Игорь Владимирович
19. Зелепухин, Александр Григорьевич
20. Зерин, Пётр Иванович
21. Зилист, Михаил Наумович
22. Зиновьев, Владимир Степанович
23. Злобин, Алексей Андреевич
24. Золотарёв, Пётр Тимофеевич
25. Золотухин, Борис Андреевич
26. Зоркальцев, Виктор Ильич
27. Зоткина, Екатерина Васильевна
28. Зубков, Борис Фёдорович
29. Зудилов, Валентин Вениаминович
30. Зятьков, Николай Иванович

## И
1. Иванилов, Юрий Павлович
2. Иванов, Василий Михайлович
3. Иванов, Виктор Александрович
4. Иванов, Владимир Александрович
5. Иванов, Игорь Борисович
6. Иванов, Михаил Петрович
7. Иванов, Николай Прокофьевич
8. Иванов, Павел Аркадьевич
9. Иванов, Прокопий Семёнович
10. Иванов, Серафим Иванович
11. Иванов, Сергей Николаевич
12. Иванов, Стефан Петрович
13. Иванов, Фёдор Фёдорович
14. Иванова, Татьяна Георгиевна
15. Иванченко, Леонид Андреевич
16. Ивлев, Иван Андриянович
17. Ивлев, Николай Иванович
18. Ивченков, Сергей Сергеевич
19. Идельбаева, Гульфия Азнагуловна
20. Иконников, Валерий Иннокентьевич
21. Иловский, Владимир Семёнович
22. Ильенков, Александр Иванович
23. Илюмжинов, Кирсан Николаевич
24. Имедоев, Павел Михайлович
25. Иншаков, Фёдор Николаевич
26. Исаев, Борис Михайлович (политик)
27. Исаев, Владимир Алексеевич
28. Исаков, Владимир Борисович
29. Исправников, Владимир Олегович

## К
1. Кадменский, Станислав Георгиевич
2. Кадочников, Владимир Дмитриевич
3. Кадыров, Рафаил Захарович
4. Кадышев, Владимир Дмитриевич
5. Казаков, Николай Павлович
6. Казаков, Сергей Иванович
7. Казаров, Олег Владимирович
8. Казиев, Тамерлан Владимирович
9. Калашников, Валерий Васильевич
10. Каленов, Владимир Иванович
11. Калинина, Римма Ивановна
12. Калинич, Анатолий Федотович
13. Калистратов, Геннадий Степанович
14. Калюжный, Геннадий Иванович
15. Каманин, Евгений Иванович
16. Каменев, Альберт Александрович
17. Капустянский, Владимир Геннадьевич
18. Каранец, Юрий Корнеевич
19. Карачурин, Риф Аллаярович
20. Карев, Михаил Михайлович
21. Карпов, Пётр Анатольевич
22. Карулин, Николай Николаевич
23. Карцевский, Александр Валентинович
24. Катасонов, Юрий Иванович
25. Кауфман, Марк Матвеевич
26. Качанов, Олег Юрьевич
27. Качурин, Юрий Михайлович
28. Кашин, Николай Павлович
29. Кашников, Николай Михайлович
30. Кехлеров, Сабир Гаджиметович
31. Кибирев, Борис Григорьевич
32. Ким, Евгений Николаевич
33. Киреев, Сергей Иванович
34. Кириллов, Валерий Яковлевич
35. Кириченко, Лев Михайлович
36. Кирпичников, Валерий Александрович
37. Киселёв, Валерий Васильевич
38. Киселёв, Михаил Михайлович
39. Кислицын, Владимир Архипович
40. Кислюк, Михаил Борисович
41. Китов, Юрий Борисович
42. Клепикова, Римма Александровна
43. Клименок, Анатолий Лукич
44. Клювгант, Вадим Владимирович
45. Клюев, Николай Васильевич
46. Кобец, Константин Иванович
47. Кобзев, Анатолий Васильевич
48. Ковалёв, Александр Яковлевич
49. Ковалёв, Владимир Андреевич
50. Ковалёв, Леонид Илларионович
51. Ковалёв, Николай Алексеевич
52. Ковалёв, Сергей Адамович
53. Ковлягин, Анатолий Фёдорович
54. Ковтунов, Александр Васильевич
55. Коган, Леонид Исаакович
56. Кожин, Анатолий Сергеевич
57. Кожокин, Евгений Михайлович
58. Козаев, Георгий Сафонкаевич
59. Козлов, Николай Данилович
60. Козлова, Лидия Васильевна
61. Козырь, Владимир Иванович
62. Коков, Валерий Мухамедович
63. Кокошников, Юрий Павлович
64. Кокшаров, Борис Николаевич
65. Колганов, Александр Васильевич
66. Колодезников, Валерий Николаевич
67. Колтунов, Анатолий Борисович
68. Комков, Владимир Петрович
69. Комчатов, Владимир Фёдорович
70. Кондобаев, Геннадий Сергеевич
71. Кондратенко, Николай Игнатович
72. Кондрашов, Борис Петрович
73. Кондрюков, Геннадий Фёдорович
74. Конев, Владимир Семёнович
75. Коновалов, Борис Андреевич
76. Кононов, Анатолий Леонидович
77. Константинов, Григорий Ефремович
78. Константинов, Илья Владиславович
79. Копейка, Александр Константинович
80. Коптенко, Иван Иванович
81. Копылов, Александр Терентьевич
82. Корепанов, Юрий Иванович
83. Корнилов, Юрий Иванович
84. Корнилова, Зоя Афанасьевна
85. Коровников, Александр Венидиктович
86. Королёв, Владимир Фёдорович
87. Королёв, Юрий Васильевич
88. Коршунов, Лев Александрович
89. Корягина, Татьяна Ивановна
90. Косопкин, Александр Сергеевич
91. Костин, Александр Михайлович
92. Костоев, Ибрагим Юсупович
93. Костюрин, Алексей Иванович
94. Котельников, Вячеслав Иванович
95. Котенков, Александр Алексеевич
96. Котляренко, Фёдор Макарович
97. Кравченко, Николай Павлович
98. Крамков, Владимир Иванович
99. Красавченко, Сергей Николаевич
100. Краснов, Юрий Михайлович
101. Красов, Дмитрий Иванович
102. Крестьянинов, Леонид Александрович
103. Кривошапкин, Андрей Васильевич
104. Кривченко, Альберт Аркадьевич
105. Кропотов, Иван Ефремович
106. Крымов, Анатолий Васильевич
107. Крючков, Владимир Викторович
108. Кряжевских, Николай Фёдорович
109. Кудинова, Людмила Сергеевна
110. Кузин, Александр Викторович
111. Кузнецов, Анатолий Михайлович
112. Кузнецов, Владимир Александрович
113. Кузнецов, Владимир Михайлович
114. Кузнецов, Евгений Степанович
115. Кузнецов, Николай Николаевич
116. Кузнецов, Юрий Николаевич
117. Кузьмин, Борис Григорьевич
118. Кузьмин, Виталий Гаврилович
119. Кузьмин, Юрий Иванович
120. Кулаков, Виталий Николаевич
121. Кулаковский, Алексей Викторович
122. Кулеша, Вадим Анатольевич
123. Куренков, Юрий Владимирович
124. Курицын, Павел Дмитриевич
125. Куркова, Бэлла Алексеевна
126. Курочкин, Алексей Петрович
127. Куц, Георгий Александрович
128. Кучеренко, Игорь Михайлович
129. Кушнарёв, Александр Леонидович
130. Кушнарёв, Леонид Никитович
131. Кушнаренко, Николай Иванович
132. Кыштымов, Сергей Леонидович

## Л
1. Лаврушин, Николай Иванович
2. Лазарев, Вячеслав Петрович
3. Лазченко, Константин Никитович
4. Лаптев, Мэлис Николаевич
5. Лаптев, Николай Иванович
6. Лаптев, Пётр Дмитриевич
7. Лапшин, Михаил Иванович
8. Латцердс, Владимир Яковлевич
9. Латышев, Пётр Михайлович
10. Лахова, Екатерина Филипповна
11. Лачугин, Иван Георгиевич
12. Лебедев, Валерий Александрович
13. Лебедев, Юрий Альфредович
14. Леонтьев, Анатолий Михайлович
15. Леонтьев, Анатолий Павлович
16. Лепявка, Владимир Яковлевич
17. Лета, Тамара Ильинична
18. Линькова, Валентина Викторовна
19. Лисин, Владимир Павлович
20. Литвинов, Юрий Алексеевич
21. Литовченко, Алексей Потапович
22. Лихачёв, Виктор Иванович
23. Лихачёв, Владимир Николаевич
24. Логинов, Вениамин Павлович
25. Лодкин, Юрий Евгеньевич
26. Лоза, Леонид Иванович
27. Ломач, Михаил Михайлович
28. Лоптев, Владимир Петрович
29. Лотков, Виктор Николаевич
30. Луговой, Александр Николаевич
31. Лузянин, Геннадий Сергеевич
32. Лукашов, Фёдор Павлович
33. Лукин, Владимир Петрович
34. Лунёв, Алексей Егорович
35. Лунин, Валерий Васильевич
36. Луппов, Александр Михайлович
37. Лучинский, Юрий Михайлович
38. Лысенко, Борис Иванович
39. Лысенко, Валерий Анатольевич
40. Лысенко, Владимир Николаевич
41. Лысов, Павел Александрович
42. Любимов, Александр Михайлович
43. Любимов, Вячеслав Николаевич

## М
1. Магомедов, Магомедали Магомедович
2. Мазаев, Владимир Дмитриевич
3. Маймаго, Геннадий Николаевич
4. Макаркин, Николай Петрович
5. Макаров, Василий Петрович
6. Макаров, Юрий Сергеевич
7. Макеев, Анатолий Иванович
8. Макин, Николай Иванович
9. Малей, Михаил Дмитриевич
10. Малинкин, Юрий Александрович
11. Мальдов, Владимир Афанасьевич
12. Мальков, Николай Иванович
13. Мальцев, Игорь Михайлович
14. Мальцев, Николай Сергеевич
15. Мальцев, Станислав Викторович
16. Мамхегов, Михаил Шуевич
17. Манаенков, Юрий Алексеевич
18. Мананников, Алексей Петрович
19. Мананников, Владимир Николаевич
20. Манаров, Муса Хираманович
21. Мандрыгин, Владимир Иванович
22. Манохин, Анатолий Николаевич
23. Манюхин, Виктор Митрофанович
24. Мартынов, Дмитрий Дмитриевич
25. Мартьянов, Николай Алексеевич
26. Марченко, Николай Павлович
27. Мастафов, Владимир Жабраилович
28. Маточкин, Юрий Семёнович
29. Матросов, Владимир Григорьевич
30. Матчак, Ярослав Андреевич
31. Маханов, Владимир Ильич
32. Махиянов, Наиль
33. Машков, Виталий Владимирович
34. Медведев, Анатолий Николаевич
35. Медведев, Анатолий Степанович
36. Медведев, Владимир Фёдорович
37. Медведев, Николай Гаврилович
38. Медведев, Николай Павлович
39. Медведев, Павел Алексеевич
40. Медведева, Нина Алексеевна
41. Мельниченко, Анатолий Константинович
42. Меньщиков, Валерий Фёдорович
43. Меремянин, Константин Георгиевич
44. Мещерский, Александр Михайлович
45. Микаилов, Расул Казбекович
46. Микитаев, Абдулах Касбулатович
47. Миков, Геннадий Степанович
48. Миков, Пётр Григорьевич
49. Миллер, Юрий Эдуардович
50. Миронов, Виктор Пименович
51. Митюков, Михаил Алексеевич
52. Михайлец, Геннадий Алексеевич
53. Михайлов, Батыр Чимидович
54. Михайлов, Валерий Юрьевич
55. Михайлов, Владимир Васильевич
56. Михайлов, Владимир Яковлевич
57. Михайлов, Сергей Андреевич (депутат)
58. Михеев, Сергей Викторович
59. Мишарин, Алексей Васильевич
60. Мишустина, Лариса Павловна
61. Мозго, Игорь Николаевич
62. Молоствов, Михаил Михайлович
63. Молочков, Владимир Ильич
64. Монгуш, Владимир Сагаанович
65. Моор, Пётр Семёнович
66. Морозов, Всеволод Алексеевич
67. Морозов, Константин Александрович
68. Морокин, Владимир Иванович
69. Москвитин, Александр Матвеевич
70. Москвич, Юрий Николаевич
71. Мостовой, Анатолий Александрович
72. Мосыченко, Владимир Иванович
73. Мотин, Вячеслав Николаевич
74. Мукубенов, Максим Бембеевич
75. Мукусев, Владимир Викторович
76. Мулдашев, Эрнст Рифгатович
77. Муравьёв, Валерий Степанович
78. Муравьёв, Игорь Владиславович
79. Муренин, Константин Платонович
80. Муха, Виталий Петрович
81. Мухамадиев, Ринат Сафиевич
82. Мягких, Владимир Никитович
83. Мяснянкин, Александр Сергеевич

## Н
1. Надеин, Владимир Анатольевич
2. Назаренко, Василий Александрович
3. Назарчук, Александр Григорьевич
4. Наздратенко, Евгений Иванович
5. Назметдинова, Минрауза Минихазиевна
6. Наймушин, Анатолий Никифорович
7. Натапов, Семён Аронович
8. Наумов, Сергей Васильевич
9. Неласов, Николай Александрович
10. Немцов, Борис Ефимович
11. Непряев, Николай Иванович
12. Нестеров, Евгений Константинович
13. Нестеров, Юрий Михайлович
14. Нехай, Аскер Махмудович
15. Никитенко, Николай Иванович
16. Никитин, Юрий Ильич
17. Никифоров, Валерий Сергеевич
18. Николаев, Андриян Григорьевич
19. Николаев, Виктор Леонидович
20. Николаев, Михаил Ефимович
21. Николаев, Станислав Николаевич
22. Никольская, Галина Максимовна
23. Никулин, Геннадий Кириллович
24. Никулин, Игорь Петрович
25. Нимаев, Владимир Бадмаевич
26. Нифантьев, Олег Евгеньевич
27. Новиков, Владимир Ильич (депутат)
28. Ножиков, Юрий Абрамович
29. Носова, Елизавета Ивановна
30. Носовец, Сергей Анатольевич
31. Нунуев, Саид-Хамзат Махмудович

## О
1. Овчинников, Владимир Алексеевич
2. Огородников, Николай Дмитриевич
3. Одиянков, Евгений Германович
4. Ожегов, Анатолий Иванович
5. Озерова, Валентина Николаевна
6. Ойкина, Зоя Николаевна
7. Ойнвид, Григорий Михайлович
8. Окунев, Григорий Григорьевич
9. Олейник, Владимир Иванович
10. Ондар, Чимит-Доржу Байырович
11. Оноприев, Владимир Иванович
12. Ооржак, Шериг-оол Дизижикович
13. Орлов, Алексей Иванович
14. Орлов, Николай Николаевич
15. Осминин, Станислав Александрович
16. Остапенко, Эдуард Иванович
17. Остренков, Леонид Георгиевич

## П
1. Павлов, Николай Александрович
2. Павлухин, Олег Яковлевич
3. Пак, Николай Васильевич
4. Палло, Виктор Тимофеевич
5. Панков, Альберт Александрович
6. Парамонов, Андрей Рюрикович
7. Паршуков, Виктор Денисович
8. Пахтанов, Борис Алексеевич
9. Пащенко, Валерий Николаевич
10. Пекарская, Тереса Казимировна
11. Пекедов, Борис Николаевич
12. Перуанский, Сергей Серафимович
13. Петренко, Валентина Александровна
14. Петрик, Александр Григорьевич
15. Петрищев, Сергей Сергеевич
16. Петров, Борис Яковлевич
17. Петров, Виктор Александрович
18. Петров, Владимир Иванович
19. Петров, Геннадий Семёнович
20. Петров, Иван Варфоломеевич
21. Петухов, Анатолий Васильевич
22. Петухов, Геннадий Никонович
23. Петухов, Григорий Иванович
24. Пехотин, Александр Васильевич
25. Пименов, Револьт Иванович
26. Пискунов, Александр Александрович
27. Пиче-оол, Алтай Николаевич
28. Плешанов, Сергей Львович
29. Плотников, Олег Витальевич
30. Площенко, Наталья Васильевна
31. Погорелов, Сергей Викторович
32. Подгорнов, Николай Михайлович
33. Подлужный, Владимир Евгеньевич
34. Подопригора, Владимир Николаевич
35. Покровский, Сталь Сергеевич
36. Полевой, Николай Иванович
37. Поленов, Фёдор Дмитриевич
38. Полещук, Виктор Филиппович
39. Политковский, Александр Владимирович
40. Полозков, Иван Кузьмич
41. Полозков, Сергей Алексеевич
42. Полосин, Вячеслав Сергеевич
43. Поляков, Юрий Николаевич
44. Полянцев, Пётр Михайлович
45. Понамарёва, Тамара Александровна
46. Пономарёв, Алексей Алексеевич
47. Пономарёв, Лев Александрович
48. Попков, Нельсон Николаевич
49. Попков, Олег Владимирович
50. Попов, Василий Данилович
51. Попов, Николай Иванович
52. Попцов, Олег Максимович
53. Посаженников, Василий Григорьевич
54. Потапов, Анатолий Александрович
55. Потапов, Вадим Викторович
56. Потапов, Леонид Васильевич
57. Починок, Александр Петрович
58. Прилуков, Виталий Михайлович
59. Прокофьева, Наталья Николаевна
60. Прохоров, Виктор Яковлевич
61. Прудников, Владимир Николаевич
62. Прусов, Александр Лаврентьевич
63. Прытков, Владимир Николаевич
64. Пугачь, Сергей Григорьевич
65. Пудовкин, Евгений Константинович
66. Пустовой, Валерий Павлович
67. Путилов, Эдуард Петрович
68. Путинцев, Владимир Кузьмич
69. Пушкина, Тамара Александровна
70. Пырков, Вячеслав Андреевич

## Р
1. Радионов, Алексей Иванович
2. Райфикешт, Владимир Фёдорович
3. Раков, Пётр Павлович
4. Рассказов, Владимир Петрович
5. Рассохин, Геннадий Васильевич
6. Ребинский, Сергей Григорьевич
7. Ребриков, Владимир Андреевич
8. Ревякин, Виктор Семёнович
9. Редькин, Валентин Яковлевич
10. Резайкин, Василий Иванович
11. Репин, Николай Васильевич
12. Решульский, Сергей Николаевич
13. Рогачёва, Ирина Александровна
14. Родин, Сергей Борисович
15. Рождественский, Владимир Николаевич
16. Розбитова, Любовь Николаевна
17. Рокицкий, Михаил Рафаилович
18. Романенко, Виктор Петрович
19. Романов, Николай Иванович
20. Романов, Фёдор Фёдорович
21. Рощин, Валентин Александрович
22. Рощупкин, Иван Павлович
23. Руденко, Анатолий Константинович
24. Рудкин, Юрий Дмитриевич
25. Румянцев, Олег Германович
26. Руппель, Карл Карлович
27. Руцкой, Александр Владимирович
28. Рыбкин, Иван Петрович
29. Рыжов, Юрий Александрович
30. Рыморов, Иван Титович
31. Рюмин, Валерий Васильевич
32. Рябов, Александр Иванович
33. Рябов, Николай Константинович
34. Рябов, Николай Тимофеевич
35. Рябухин, Пётр Павлович

## С
1. Сабиров, Мухаммат Галлямович
2. Савин, Николай Андреевич
3. Савицкий, Олег Владимирович
4. Савченко, Иван Сергеевич
5. Садыков, Юрий Валеевич
6. Саенко, Геннадий Васильевич
7. Салье, Марина Евгеньевна
8. Сальников, Сергей Викторович
9. Самойлов, Сергей Николаевич
10. Санаев, Владимир Иванович
11. Сандал, Александр Лазаревич
12. Сараев, Борис Андреевич
13. Сафонов, Анатолий Ефимович
14. Сафронов, Леонид Павлович
15. Севастьянов, Виталий Иванович
16. Севостьянов, Юрий Викторович
17. Седов, Евгений Николаевич
18. Селезнёв, Владимир Валентинович
19. Селезнёв, Владимир Никитович
20. Селиванов, Александр Геронтьевич
21. Семейкин, Михаил Фёдорович
22. Семёнов, Михаил Евгеньевич
23. Семёнов, Юрий Николаевич
24. Семуков, Юрий Иванович
25. Сергеев, Евгений Васильевич
26. Сергеев, Юрий Самуилович
27. Сердюков, Владимир Андреевич
28. Середа, Геннадий  Максимович
29. Серяков, Владимир Сергеевич
30. Сеславинский, Михаил Вадимович
31. Сивак, Анатолий Васильевич
32. Сивова, Нина Алексеевна
33. Сивченко, Геннадий Анатольевич
34. Сидоренко, Юрий Сергеевич
35. Сидорчук, Анатолий Александрович
36. Силаев, Владимир Николаевич
37. Сильченко, Валерий Васильевич
38. Симонов, Анатолий Алексеевич
39. Сироткин, Сергей Васильевич
40. Ситнов, Виктор Владимирович
41. Скляров, Иван Петрович
42. Скоморохов, Николай Фёдорович
43. Скрипченко, Валерий Викторович
44. Скрынник, Виктор Тимофеевич
45. Скуднов, Владимир Аркадьевич
46. Слободкин, Юрий Максимович
47. Смагин, Николай Алексеевич
48. Смирнов, Валерий Валентинович
49. Смирнов, Иван Николаевич
50. Смирнов, Игорь Иванович
51. Смирнов, Равик Михайлович
52. Смирнов, Станислав Алексеевич
53. Смирнов, Юрий Алексеевич
54. Смолин, Олег Николаевич
55. Смольский, Георгий Леонидович
56. Соколов, Александр Сергеевич
57. Соколов, Вениамин Сергеевич
58. Соколов, Сергей Николаевич
59. Соколов, Юрий Васильевич
60. Соловьёв, Анатолий Николаевич
61. Соловьёв, Виталий Александрович
62. Соловьёв, Владимир Дмитриевич
63. Солодякова, Нина Ивановна
64. Сондыков, Василий Семёнович
65. Сорокин, Геннадий Николаевич
66. Сорокина, Мария Ивановна
67. Софронов, Леонид Софронович
68. Спасов, Михаил Александрович
69. Спирин, Виктор Михайлович
70. Спицын, Алексей Иванович
71. Старков, Владислав Андреевич
72. Старовойтова, Галина Васильевна
73. Стародубцев, Валерий Анатольевич
74. Стеликов, Анатолий Иванович
75. Степанков, Валентин Георгиевич
76. Степанов, Виктор Николаевич
77. Степанов, Дмитрий Егорович
78. Степашин, Сергей Вадимович
79. Столяров, Владимир Николаевич
80. Строев, Евгений Алексеевич
81. Стручков, Владимир Васильевич
82. Стуров, Владимир Константинович
83. Сумароков, Вениамин Михайлович
84. Сумин, Пётр Иванович
85. Сурганов, Вячеслав Сергеевич
86. Сурков, Александр Борисович
87. Сурков, Алексей Порфирьевич
88. Сутурин, Пётр Георгиевич
89. Сухарев, Вениамин Платонович
90. Сыроватко, Виталий Григорьевич
91. Сысоев, Анатолий Васильевич

## Т
1. Тарасов, Артём Михайлович
2. Тарасов, Борис Васильевич
3. Тарасов, Евгений Александрович
4. Тарасюк, Юрий Фёдорович
5. Темиров, Умар Ереджибович
6. Тетерин, Василий Николаевич
7. Тимофеев, Валериан Александрович
8. Титкин, Александр Алексеевич
9. Тиунов, Олег Иванович
10. Тихомиров, Александр Николаевич
11. Тихомиров, Владислав Николаевич
12. Тихоненко, Владимир Дорофеевич
13. Тихонов, Владимир Агеевич
14. Тихонов, Владимир Ильич
15. Тихонов, Владимир Павлович
16. Тихонов, Ростислав Евгеньевич
17. Ткачёв, Александр Андреевич
18. Тлехас, Мугдин Салихович
19. Толстиков, Юрий Иванович
20. Толстой, Михаил Никитич
21. Толстой, Никита Алексеевич
22. Топорков, Владимир Фёдорович
23. Торопов, Владимир Иванович
24. Травкин, Николай Ильич
25. Травников, Василий Николаевич
26. Травов, Василий Павлович
27. Трубицын, Михаил Михайлович
28. Туйков, Владислав Иванович
29. Тулеев, Аман-Гельды Молдагазыевич
30. Тумов, Мухамадин Мухажидович
31. Турусин, Анатолий Афанасьевич
32. Турьянов, Альфрет Хабибович
33. Тушнолобов, Геннадий Петрович
34. Тюрькина, Нина Сергеевна

## У
1. Увачан, Владимир Васильевич
2. Угаров, Алексей Алексеевич
3. Угланов, Андрей Иванович
4. Удалов, Владимир Викторович
5. Удалова, Алевтина Петровна
6. Удачин, Владимир Яковлевич
7. Удовенко, Владимир Петрович
8. Умецкая, Светлана Ивановна
9. Уражцев, Виталий Георгиевич
10. Урусов, Азрет Гиргокаевич
11. Устинов, Игорь Гаврилович
12. Уткин, Александр Константинович
13. Уткин, Виктор Борисович

## Ф
1. Фадеев, Геннадий Матвеевич
2. Фадеев, Юрий Петрович
3. Фахрутдинов, Вакиф Шайхнурович
4. Фёдоров, Антон Юрьевич
5. Фёдоров, Валентин Петрович
6. Фёдоров, Валерий Иванович
7. Фёдоров, Дмитрий Леонидович
8. Фёдорова, Мария Петровна
9. Федорченко, Василий Андреевич
10. Федосеев, Иван Васильевич
11. Федотов, Вячеслав Яковлевич
12. Фетисов, Виктор Ильич
13. Фетисов, Сергей Николаевич
14. Филатов, Сергей Александрович
15. Филиппов, Валентин Михайлович
16. Филиппов, Пётр Сергеевич
17. Филюк, Анатолий Лукьянович
18. Фирюлин, Иван Иванович
19. Фомин, Владимир Кузьмич
20. Фомин, Владимир Сергеевич
21. Фомин, Герман Максимович
22. Фомин, Юрий Викторович
23. Формозов, Борис Николаевич
24. Фролов, Василий  Алексеевич
25. Фрукалов, Владимир Васильевич

## Х
1. Хабибуллин, Хасан Хурриятович
2. Хабриев, Рамил Усманович
3. Хайрюзов, Валерий Николаевич
4. Хакимов, Борис Васильевич
5. Хаматов, Камиль Нургалиевич
6. Хамзин, Рим Анварович
7. Хараев, Феликс Ахмедович
8. Харитонов, Михаил Миронович
9. Харитонов, Николай Михайлович
10. Харлов, Алексей Иванович
11. Хасбулатов, Руслан Имранович
12. Хаустов, Василий Тимофеевич
13. Хетагуров, Сергей Валентинович
14. Хлебников, Иван Германович
15. Хорошилов, Геннадий Иванович
16. Храмченков, Юрий Петрович
17. Хритоненков, Дмитрий Константинович
18. Хрулёв, Юрий Константинович
19. Хубиев, Владимир Исламович
20. Хутыз, Асланбий Исмаилович

## Ц
1. Цанн-кай-си, Фёдор Васильевич
2. Цапаев, Владимир Николаевич
3. Царёв, Алексей Юрьевич
4. Царькова, Валентина Сергеевна
5. Цой, Валентин Евгеньевич
6. Цыбикжапов, Эрдэм Дашибалбырович
7. Цыбиков, Еши Нянюевич

## Ч
1. Чайковский, Андрей Фёдорович
2. Чайковский, Владимир Михайлович
3. Чапковский, Юрий Константинович
4. Чаптынов, Валерий Иванович
5. Чаусский, Николай Абрамович
6. Чеботаревский, Равкат Загидулович
7. Челноков, Михаил Борисович
8. Черепанов, Иван Михайлович
9. Черепков, Николай Андреевич
10. Чернов, Василий Егорович
11. Чернов, Виктор Григорьевич
12. Чернов, Владимир Васильевич
13. Чернухин, Николай Алексеевич
14. Черных, Виктор Дмитриевич
15. Чернышёв, Алексей Андреевич
16. Чесноков, Вадим Александрович
17. Четин, Иван Васильевич
18. Чефранов, Борис Николаевич
19. Чибисов, Александр Юрьевич
20. Чибисов, Виктор Иванович
21. Чикин, Валентин Васильевич
22. Чикунов, Авенир Геннадьевич
23. Чирсков, Владимир Григорьевич
24. Чистых, Ольга Александровна
25. Чичканов, Иван Николаевич
26. Чмаров, Николай Иванович
27. Чудецкий, Борис Николаевич
28. Чуриков, Андрей Александрович
29. Чурилов, Валерий Андреевич
30. Чуркин, Вячеслав Николаевич
31. Чухин, Иван Иванович

## Ш
1. Шабад, Анатолий Ефимович
2. Шабунин, Иван Петрович
3. Шамшин, Владислав Павлович
4. Шапочкин, Василий Васильевич
5. Шарадзе, Омари Хасанович
6. Шарифуллина, Елена Александровна
7. Шаталов, Сергей Дмитриевич
8. Шахрай, Сергей Михайлович
9. Шашвиашвили, Иван Арчилович
10. Шашков, Виктор Васильевич
11. Шеболдаев, Сергей Борисович
12. Шевцов, Анатолий Егорович
13. Шевцов, Виктор Владимирович
14. Шевченко, Николай Петрович
15. Шейнис, Виктор Леонидович
16. Шелов-Коведяев, Фёдор Вадимович
17. Шибалов, Владимир Иванович
18. Шинкарецкий, Виктор Иванович
19. Шиповалова, Лидия Степановна
20. Широбоков, Игорь Иннокентьевич
21. Шихарев, Юрий Илларионович
22. Шишкин, Вадим Алексеевич
23. Шишкин, Николай Никифорович
24. Шорин, Владимир Павлович
25. Штыгашев, Владимир Николаевич
26. Шуба, Николай Михайлович
27. Шуйков, Валерий Аверкиевич
28. Шулятьев, Геннадий Фёдорович
29. Шумейко, Владимир Филиппович
30. Шумский, Александр Алексеевич
31. Шустов, Станислав Павлович

## Э
1. Эттырынтына, Майя Ивановна

## Ю
1. Юганов, Евгений Васильевич
2. Югин, Виктор Алексеевич
3. Югов, Сергей Иванович
4. Юдин, Владимир Васильевич
5. Юдин, Юрий Алексеевич
6. Юрин, Анатолий Поликарпович
7. Юсников, Николай Семёнович
8. Юшенков, Сергей Николаевич
9. Юшкевичус, Виктор Зенонасович

## Я
1. Якименко, Нелли Тихоновна
2. Яковлев, Виктор Борисович
3. Яковлев, Сергей Дмитриевич
4. Якубович, Николай Дмитриевич
5. Якунин, Глеб Павлович
6. Яр, Сергей Пиякович
7. Яров, Юрий Фёдорович
8. Ярошенко, Анатолий Иванович
9. Ясенков, Леонид Ефимович